# アオアシカツオドリ

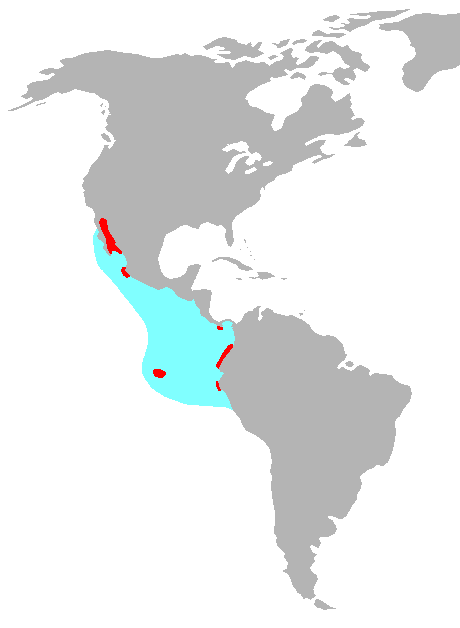
赤色: 集団繁殖地、水色: 海上採食域

アオアシカツオドリ（青脚鰹鳥、学名：Sula nebouxii）は、カツオドリ目カツオドリ科に分類される鳥類の1種。鮮やかな青い足からこの名前が付けられた。

## 亜種
2亜種に分けられる。
- Sula nebouxii nebouxii （基亜種） - メキシコからペルーにかけての太平洋沿岸。
- Sula nebouxii excisa （ガラパゴスアオアシカツオドリ） - ガラパゴス諸島の固有亜種。ガラパゴス諸島に生息する3種のカツオドリ科の中の1種として、ガラパゴス諸島に広く分布する。わずかに大きく羽に艶がある[3]。

## 形態
全長は約80cm (76-84cm)。翼開長約152cm。雌雄よく似るが、雌のほうが大きく見える。全長は同様であるが、雄は尾が長くて体が小さいことによる。雌は眼の中心の黒い範囲が大きく黒眼がちに見える。

## 生態
求愛行動時、雄が足を交互に持ち上げ、雌の周りをダンスする。また、現在は巣を作らないが、過去に作っていた頃の名残で、小枝や小石を相手に差し出す行動をする。